# Остра бъбречна недостатъчност
Острата бъбречна недостатъчност (ОБН) (на латински: Insufficientia renalis acuta) представлява внезапна, бърза и често обратима загуба на бъбречните функции. Може да се дължи на хиповолемия (обезводняване с ниско кръвно налягане, остър кръвоизлив, циркулаторен шок), приемане на токсични за бъбреците вещества (бъбречни отрови), системна или локализирана в отделителната система инфекция или запушване на уринарния тракт. Различава се от хроничната бъбречна недостатъчност основно в еволюцията на заболяването и в обратимия ход на острата форма.

## Симптоми
Лица с бъбречна недостатъчност представят редица патогномостични или неспецифични симптоми, които трябва да се отсеят по значимост. Рязко покачване на теглото и отесняване на дрехите в рамките на дни или една-две седмици без целенасочено охранване, намален обем и честота на уринирането, болки в кръста, гадене при приемане на вода и други течности, палпитации или бавен пулс, задъхване, болка в сърдечната област, конфузия, гърчове и други неврологични симптоми.

## Епидемиология
Към 2000 г. по американски статистики, ОБН е настъпвала при около 5% от хоспитализираните пациенти като например в САЩ между 0,5% и 15% от такива случаи стигат до хемодиализа. Според изследване, проведено в Канада, измежду 4066 хоспитализирани пациенти оцелели след ОБН, средно 2,63% от случаите на остра недостатъчност, сравнено с 0,91% от общото население, преминават в хронична болест с нужда от диализа или трансплантация. Смъртността на пациенти с ОБН варира от 45 до 70% предимно поради факта, че много от тях са със заварена обремененост с тежки заболявания, често на интензивно болнично лечение с агресивни терапии и ОБН е вследствие на другите лечения (иятрогенна). Пациенти с ОБН, които изискват хемодиализа и са на командно дишане имат по-дълъг конвалесцентен период, по-несигурна реанимация и по-висока смъртност, като относителният риск може да бъде с 51% по-висок от този на общото население.

## Общи критерии
Съществува спектър от дефиниции на ОБН. Според обстоятелствата и съществуващите лечения, някои източници сочат по-либерални, а други по-консервативни параметри на ОБН. Повечето специалисти говорят за ОБН при повишаване на серумната концентрация на креатинина с 0,5 мг/дл при базови 1,9 мг/дл.
Полезна е класификацията: риск-увреждане-недостатъчност/загуба-терминална фаза, която третира остротата на състоянието на базата на отделената урина и индекса на гломерулна филтрация  и е валидна в клинични условия за предсказване на вероятния изход от създала се ОБН.
| Етап на болестта       | Влошаване на ИГФ качване на серум. креатинин                                                             | Намалено отделяне на урина към времетраенето на състоянието                                              |
| ---------------------- | --- | --- |
| Острота на състоянието | | |
| РИСК                   | 1,5 пъти                                                                                                 | <0,5 ml/kg/час за 6 часа                                                                                 |
| УВРЕЖДАНЕ              | 2 пъти                                                                                                   | <0,5 ml/kg/час за 12 часа                                                                                |
| НЕДОСТАТЪЧНОСТ         | 3 пъти                                                                                                   | <0,3 ml/kg/час за 24 часа                                                                                |
| Краен резултат         | | |
| ЗАГУБА НА ФУНКЦИЯ      | Персистентна недостатъчност в продължение на повече от 4 седмици                                         | Персистентна недостатъчност в продължение на повече от 4 седмици                                         |
| ТЕРМИНАЛНА ФАЗА        | Пълна или крайно недостатъчна отделителна функция за повече от 3 месеца, с вероятна хронична хемодиализа | Пълна или крайно недостатъчна отделителна функция за повече от 3 месеца, с вероятна хронична хемодиализа |

## Класификация според локуса на причината
Острата бъбречна недостатъчност може да се класифицира според мястото и механизма на причините, като се разглеждат три основни положения:
1. Нарушения, възникващи по причини пораждащи се в структури и системи условно „преди“ бъбрека (т.е. преди процеса на филтрация).
2. Вътре в бъбречните структури (от Баумановата капсула до уретера).
3. След бъбрека – от пикочопроводите (уретерите) до изхода от пикочния канал (уретрата).

Съществуват ред механизми, които могат да засегнат една или всички части на отделителния процес. Така например, травматично нарушението на функциите на системата може да предизвика проблеми както с кръвоснабдяването (поради падане на кръвното налягане и шок), така и във вътрешната цялост на органа (контузия на бъбрека) или по отделителните пътища (разкъсване, прищипване или запушване на пикочопроводите, пикочния мехур или уретрата).
Проблеми във вътрешността на бъбрека могат да бъдат предизвикани от алергична или токсична реакция към лекарствен или хранителен продукт или действителна „отрова“. Остри състояния на дехидратация (обезводняване) могат да концентрират урината под въздействието на анти-диуретичния хормон, активиращ реабсорбцията на вода след филтрация, но в крайности могат да прекратят временно или постоянно отделянето на урина. Лица с камъни в бъбреците (нефролити) или силно увеличена проста̀та могат да пострадат от задръстване на уретрата, а в първия случай и на уретера, а това предизвиква задържане и връщане на урина към бъбрека и води до бъбречен оток (хидронефроза). Поради тези причини, ОБН се класифицира като предбъбречна, вътрешна (вътрешно-бъбречна) и следбъбречна.
| Вид ОБН      | Осму 1) | Na+у 2) | Na+фракц. 3) | УРЕЯфракц. 4) | УРЕЯ/Креат. 5) |
| ------------ | --- | --- | --- | --- | --- |
| Предбъбречна | >500 | <10 | <1% | <35% | >20:1 |
| Вътрешна     | <350 | >20 | >2% | - | <15 |
| Следбъбречна | <350 | >40 | >4% | - | >15 |
| ЛЕГЕНДА:     | 1) Осму: Осмолалност на урината 2) Na+у: Натрият, разтворен в отделената урина 3) Na+фракц.: Фракционно отделен натрий 4) УРЕЯфракц.: Фракционно отделена урея 5) УРЕЯ/Креат.: Съотношението между азотните тела и креатинина | 1) Осму: Осмолалност на урината 2) Na+у: Натрият, разтворен в отделената урина 3) Na+фракц.: Фракционно отделен натрий 4) УРЕЯфракц.: Фракционно отделена урея 5) УРЕЯ/Креат.: Съотношението между азотните тела и креатинина | 1) Осму: Осмолалност на урината 2) Na+у: Натрият, разтворен в отделената урина 3) Na+фракц.: Фракционно отделен натрий 4) УРЕЯфракц.: Фракционно отделена урея 5) УРЕЯ/Креат.: Съотношението между азотните тела и креатинина | 1) Осму: Осмолалност на урината 2) Na+у: Натрият, разтворен в отделената урина 3) Na+фракц.: Фракционно отделен натрий 4) УРЕЯфракц.: Фракционно отделена урея 5) УРЕЯ/Креат.: Съотношението между азотните тела и креатинина | 1) Осму: Осмолалност на урината 2) Na+у: Натрият, разтворен в отделената урина 3) Na+фракц.: Фракционно отделен натрий 4) УРЕЯфракц.: Фракционно отделена урея 5) УРЕЯ/Креат.: Съотношението между азотните тела и креатинина |

### Предбъбречна ОБН
Предбъбречни причини за ОБН („предбъбречна азотемия“) са най-общо такива, които намаляват кръвоснабдяването на бърека. Измежду тях се нареждат системни причини като хиповолемия, ниско кръвно налягане, сърдечна недостатъчност, както и локализирани колебания на налягането в бъбречните артерии. Последните включват стеноза на бъбречната артерия захранваща бъбрека с кръв, тромбоза на бъбречната вена оттичаща филтрираната от бъбрека кръв, местна прободна или разкъсна травма, засягаща съдове, вазоспазъм на бъбречната артерия и други.
Пад на кръвния поток към бъбрека се нарича бъбречна исхемия и води до:
- функционални нарушения от екскреционно и хормонално естество;
- пад на индекса на гломерулна филтрация или и двете.

По същество тези причини могат да се коренят в патологични състояния на сърдечния режим (остра или хронична сърдечна недостатъчност, инфаркт на миокарда или аритмия), на артериалната физиология или други.
Предвид на факта, че болшинството от случаите, извън тези на обезводняване, са предизвикани от компрометиран организъм и вероятно в режим на лекарско наблюдение и по време на терапия, особено важно е да се знае действието на отделните лекарствени средства, които са измежду най-честите виновници за ОБН. Така например, пациенти с високо кръвно налягане са с повишен риск, поради механизма на действие на една от най-ефикасните категории предписвани лекарства за високо кръвно налягане – инхибиторите на ангиотензин преобразуващия ензим (АСЕ инхибитори). Те стягат преференциално повече еферентната артериола, като по този начин увеличават гломерулната филтрация, но същевременно стягат и артериалната мускулатура на аферентната артериола. В случай на стеноза на бъбречната артерия, тези лекарства ефективно прекратяват подаването на кръв по аферентната артериола, както и спират релаксиращото действие върху аферентната артериола на иначе произвеждания под действието на ангиотензин-II азотен окис и водят до ОБН.
Болни с чернодробна цироза в напреднал стадий на портална хипертония страдат от:
- хиповолемия, поради ниска концентрация на албумин;
- сложна верига от патологични изменения, водещи до вазоконстрикция (стягане на гладките мускули в стените) на бъбречните артерии, прогресивно влошаваща се ОБН, пад на ИГФ и остра тубуларна некроза.[26]

### Вътрешно-бъбречна ОБН
Вътрешно-бъбречната ОБН се характеризира с локални тъканни или органови повреди или дисбаланс на процесите, като най-честите причинители са погълнати или произведени вътре в бъбрека токсини или някаква местна вероятно инфламаторна повреда, водеща до липса на кислород в бъбрека като цяло и в частност в нефроните. Дали става въпрос за исхемия или цитотоксичност, и при двете нарушението е на клетъчно-тъканно местно бъбречно ниво, а не поради причина извън (преди или след) бъбрека. В резултат на който и да е от вероятните механизми, причинили исхемия или цитотоксичност, се стига до остра тубулна некроза и разширяване на вероятно необратимите исхемични промени в бъбрека.
В много от случаите виновникът за тези промени е гломерулонефрит и особено по-остро развиваща се негова форма. При биопсия на фатални случаи на такъв изключително остро протекъл гломерулонефрит се установяват фиброзни полулунни ивици с тъканни некротични повреди. Организмът има функционални резерви да компенсира за частични повреди поради заболявания, обаче при наличие на тъканни повреди от 50% нагоре се нарушава чувствително и осезателно бъбречната функция.

#### Вътрешно-исхемични причини
Вътрешноисхемичните причини за ОБН включват съдови повреди на малките и големите артерии, в това число:
- запушване на бъбречната артерия поради тромбоза, емболия, дисекция или васкулит;
- Микроангиопатия – тромбозна тромбоцитопенична пурпура, хемолитично уремичен синдром, дисеминирана интраваскуларна коагулопатия, прееклампсия, злокачествена хипертония, бъбречна криза при склеродерма, отхвърлен трансплант, атероемболична болест и други.

#### Гломерулни причини
Гломерулните причини включват:
- болест на анти-гломерулна базална мембрана;
- синдром на Гудпасчър;
- гломерулонефрит асоцииран с антинеутрофилни цитоплазмени антитела;[31]
- Грануломатоза на Вегенер;[32][33]
- Синдром на Чърг-Щраус;[34][35]
- микроскопски полиангиит;[36]
- имунокомплексен гломерулонефрит,[37][38] срещан при остра форма на лупус еритематодес;
- постинфекциозен гломерулонефрит;
- Криоглобулинемия;[39][40]
- първичен мембранопролиферативен гломерулонефрит;[41][42]

#### Тубулни етиологии
Тубулните етиологии могат да включат исхемия или цитотоксичност. Измежду цитотоксичните причини са следните:
- желязосвързващият пигмент на хемоглобина – „хем“, „хем-пигмент“,[43][44] освободен при разкъсване на мускулната тъкан в процеса на рабдомиолиза;
- вътрешносъдова хемолиза;
- кристали – туморолизен синдром;[45]
- странични метаболитни продукти, съпътстващи епилептични припадаци (особено статус епилептикус);
- отравяния с етилен гликол;
- отравяне с мегадоза витамин C;
- непоносимост или високи дози ацикловир, индинавир, метотрексат;
- често срещани лекарствени продукти – аминогликозиди, литиев карбонат, амфотерицин B, пентамидин, цисплатин, ифосамид, радиоконтрастни агенти.

#### Интерстициални причини
Интерстициалните причини могат да включват следните:
- лекарствени препарати – пеницилини, цефалоспорини, нестероидни противовъзпалителни средства, инхибитори на протоновата помпа, алопуринол, рифампин, индинавир, месаламин, сулфонамиди и други.
- инфекции – пиелонефрит, синдром на Сьогрен,[46][47] саркоидоза,[48] лупус еритематодес, лимфома, левкемия, тубулонефрит, увеит и други.

## Лечение
Лечението на OБН може да е успешно, ако своевременно се диагнозира обратим механизъм на състоянието, например в случая на приети токсини да се антагонизират своевременно с антидот. В най-общи линии острата бъбречна недостатъчност се лекува чрез коригиране на хуморалния баланс, идентифициране и отстраняване на външна агресия като например приети лекарствени препарати с нефротоксичен ефект, както и започване на антибиотично лечение при бактериални заболявания. Комбинацията от диуреза (отводняване) и рехидриране с подходящи интравенозни вливания е ефективна при лека форма на заболяването. При по-сериозни случаи на остра недостатъчност може да се наложи и временна хемодиализа.